# Gyűrűfű
Gyűrűfű 1974 óta Ibafához tartozó település Baranya vármegyében. Elnéptelenedett, majd ökofaluként éledt újjá. Erdei gyalogutakon több irányból, gépjárművel Dinnyeberki felől közelíthető meg.

## Neve
Két különböző elmélet létezik a név magyarázatára. Az egyik szerint a Gyűrűfű névben a fű utótag jelentése a „fő” (valaminek a teteje, feje). Eszerint római korban épült, gyűrű alakú földsánc feje lehetett. A másik magyarázat szerint a környéken gyakori veresgyűrű som és sok forrásra utaló „fő” vagy „fű” összetételéből alakulhatott ki.

## Története

### 1974-ig
A Magyar Nemzeti Múzeumban őrzött csiszolt kőbaltatöredék és egy gyapjas mamut 2007-ben kiásott őrlőfoga bizonyítja, hogy Gyűrűfűn és/vagy környékén már a jégkorszakban lakhattak. A honfoglalás előtt egy római sáncrendszer része volt.
A környéken két földvár is található: egy illír és egy Árpád-kori.
A településről a Vatikáni Apostoli Könyvtárban találták az első írásos emléket, ami 1332-ben kelt. A pápai tizedlajstromban szereplő syrofeni (gyűrűfűi) Jakab pap 10 báni dénárt fizetett. Ekkor a település a szomszédos Ibafánál is nagyobb volt. A Hunyadiak korában is ismert falut egy 1564-es összeírás is említi. Az török 1571-es adólajstromai Gyűrűfalva néven említik; ekkor a szigetvári szandzsákhoz tartozott. A 18. század végén zömmel magyarok, németek és horvátok lakták. 1782-ben népessége 112 felnőtt és 52 gyermek volt. 1830-tól a településnek saját iskolája működött. 1907-ben 305 lakosa volt.
Népessége az 1900. évi népszámláláskor érte el csúcsát 305 fővel, ettől kezdve ütemesen zsugorodott, 1941-ben és 1949-ben egyaránt 253 főt számláltak itt. A folyamatot a helyi gazdaság kizárólagosan mezőgazdasági jellege és a mezőgazdaság munkaerőigényének csökkenése, továbbá a kedvezőtlen közlekedési helyzet határozta meg, az 1950-es évektől ehhez járult a mezőgazdaság eltartóképességét tovább csökkentető tsz-esítés és az ország erőltetett urbanizációja, ami fokozta a városokba költözést. 1960-ra a népesség 193 főre csökkent és erősen elöregedett, végül a 60-as években a községet elhagyta az összes közintézmény, mivel fenntartásuk a modernizálódó körülmények között a népesség száma és szerkezete miatt ellehetetlenült. Az iskolát felszámolták, a faluban maradt gyerekeknek 6 km-re kellett iskolába járniuk. Bekötőutat nem építettek, a településre Bükkösd felől „egy löszös partoldalba vágott keskeny szekérút” vezetett.
Az 1970-es népszámlálás már csak 37 lakost talált a faluban, de közülük valószínűleg már nem mindenki élt itt ténylegesen. Végül az utolsó család 1970. november 25-én hagyta el a falut. Ezzel a település megszűnt, a hátrahagyott épületeket bedöntötték, Gyűrűfű a régi paraszti életforma pusztulásának jelképévé vált.

### Az 1990-es évektől
1991-ben Borsos Béla és Kilián Imre az egykori településen  Magyarország első ökofaluját hozták létre. Ennek lényege a környezeti elemek közé a lehető legzökkenőmentesebben illeszthető permakultúrás települési modell.
Az ökofalu kialakításához sok mérést végeztek: földtan, talaj, hidrogeológia, permakultúra, agroökológiai potenciál, erdészet, vízgazdálkodás, energetikai infrastruktúra, és egyéb tanulmányok. A Gyűrűfű Alapítvány a völgy 1100 hektáros vízgyűjtő területéből 160 hektárt vásárolt meg. Először a közösségi házat építették fel az Európai Unió pénzügyi támogatásával, önkéntes munkával. A kezdeti időkben ez egyszerre iroda, ideiglenes lakhely és iskola is volt. Az első család 1996-ban költözött Gyűrűfűre, majd 1999-re néhány újabb ház is elkészült, 2001-ben már 26 lakosa volt, 2011-ben pedig 11 lakásban 33 ember élt.
Az itt élők megpróbálnak a természettel harmóniában, a tervezett permakultúrás elvek szerint élni. Ez több-kevesebb sikerrel működik is. Kevesen járnak el dolgozni, inkább megpróbálják otthon megteremteni a szükséges javakat: legfőbben az élelmiszert (zöldség-gyümölcs, tej, tojás, húsok), de van, aki falusi turizmusból él, mások kecskesajtot, szappant, mézet vagy textilműveket készítenek.
Gyűrűfűre több mint 1500 vendég jön évente, hogy kirándulhassanak, és élvezzék a természetet.
A Gyűrűfű Alapítvány tulajdonában lévő földeken lehet építkezni és bérelve azokat gazdálkodni is. A Gyűrűfű Egyesület falugondnoki szolgálatot tart fenn, illetve az ökológiai oktatás a legfőbb feladata. Minden évben, az őszi napéjegyenlőség idején, szeptemberben tartják mértéktartó vigadalmukat, öko-falunapjukat, ahol az érdeklődők megismerhetik a falut, kipróbálhatnak néhány helyi tevékenységet (kecskesajtkészítés, lovaglás, íjászat), helyi és kistérségi kézműves termékeket vásárolhatnak, öko-filmeket nézhetnek meg és ökológiával foglalkozó előadókat hallgathatnak meg.

## Megjelenése filmekben, irodalomban
- Gyűrűfű, mint Baranya megye elnéptelenedett és ezért – a történet szerint – a településjegyzékből törlésre kerülő faluja volt Gaál István Holt vidék című filmjének fő helyszíne. Az itt játszódó jeleneteket Gyarmatpusztán és az isaszegi templomban forgatták.

## Látnivalók
- Árpád-kori földvár[6]
- Istenkút-forrás[6]
- Vöröshomokkő-kibúvás[6]
- Szent László tanösvény
- Szelídenergia-ösvény
- Ibafa – Pipamúzeum

## Képek

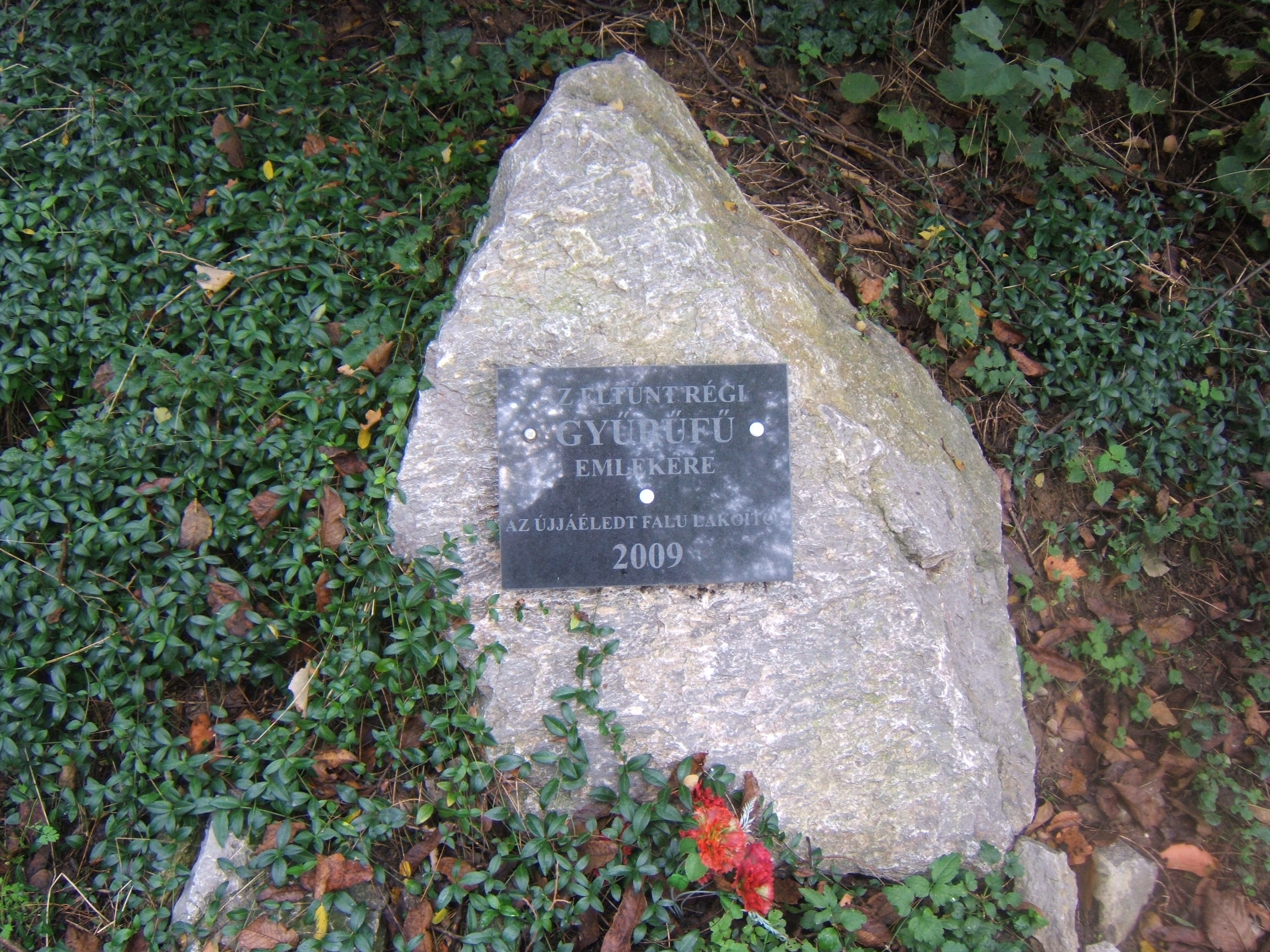
A régi Gyűrűfű emlékköve (2009)